# حلبة موتيجي

المسار

حلبة موتيجي (باليابانية: ツインリンクもてぎ) هي حلبة سباق لرياضة المحركات الآلية تقع في موتيجي باليابان. بنيت في سنة 1997 بواسطة هوندا بتكلفة 5 مليارات ين ياباني. تستضيف سباق الجائزة الكبرى للدراجات النارية.

## وصلات خارجية
- الموقع الرسمي

‌
}}